# 新高八景
新高八景，指的是台灣新高山（玉山）的八大景色（八景），日治時代昭和4年（1929年）由嘉義郡警察課對登山客進行的投票決定。

## 八景一覽
- 東山夕照（東山の夕映）：新高東山
- 石山花圃（石山の花圃）：石山
- 鹿林雲海（鹿林の雲海）：鹿林山
- 服谷栂岩（一服谷の栂岩）：一服谷
- 眩暈坂遠望（眩暈坂の遠望）：眩暈坂
- 西山靈原（西山の靈原）：新高西山
- 白木林奇觀（白木林の奇觀）：白木林
- 主山日出（主山の日の出）：新高主山